# Guadalope
De Guadalope is een 160 km lange rivier met een stroomgebied van 3890 km² in de Spaanse regio Aragón en is een zijrivier van de Ebro. In zijn loop liggen de dammen van Santolea, Calanda en Civan in Caspe. De zijrivieren van de Guadalope zijn de rivieren Bergantes, el Fortanete, el Bordón, el Mezquín, Aliaga en de Guadalopillo.
Hij ontspringt in de Sierra de Gúdar, in de buurt van Villarroya de los Pinares (Teruel) en Miravete de la Sierra (Teruel). Aan de monding in de Ebro stroomt er ongeveer 265 m3 per seconde door de Guadalope.